# Elattostachys obliquinervis
Elattostachys obliquinervis är en kinesträdsväxtart som beskrevs av Ludwig Radlkofer. Elattostachys obliquinervis ingår i släktet Elattostachys och familjen kinesträdsväxter. Inga underarter finns listade i Catalogue of Life.